# Liste der denkmalgeschützten Objekte in Pöggstall
Die Liste der denkmalgeschützten Objekte in Pöggstall enthält die 18 denkmalgeschützten, unbeweglichen Objekte der niederösterreichischen Marktgemeinde Pöggstall.

## Denkmäler
| Foto |                 | Denkmal | Standort                                               | Beschreibung | Metadaten |
| ---- | --------------- | --- | ------------------------------------------------------ | --- | --- |
| ja   | Datei hochladen | Schloss Arndorf und Wirtschaftsgebäude HERIS-ID: 33597 Objekt-ID: 31236                                       | Arndorf 1, 2 Standort KG: Arndorf                      | Das Schloss im Osten von Arndorf verfügt über einen gotischen Baukern. Im Laufe der Zeit wurde es mehrfach umgestaltet und erweitert. | BDA-Hist.: Q2240082 Status: Bescheid Stand der BDA-Liste: 2025-06-30 Name: Schloss Arndorf und Wirtschaftsgebäude GstNr.: .47 Schloss Arndorf                                                             |
| ja   | Datei hochladen | Forstamtsgebäude HERIS-ID: 69995 Objekt-ID: 83096                                                             | Aschelberg 14 Standort KG: Aschelberg                  | Der Forsthof nördlich von Aschelberg ist ein ebenerdiger Bau von 1780/1785 mit abgewalmtem, gestuftem Dach und Plattenstilfassade. | BDA-Hist.: Q38123718 Status: § 2a Stand der BDA-Liste: 2025-06-30 Name: Forstamtsgebäude GstNr.: 183 Ehemaliges Forstamtsgebäude Aschelberg                                                               |
| ja   | Datei hochladen | Fürnberg´sche Poststraße und Schwedenbrücke HERIS-ID: 34781 Objekt-ID: 33176                                  | ehem. Fürnberg´sche Poststraße Standort KG: Aschelberg | Die Schwedenbrücke bei Aschelberg ist ein Teil der Fürnbergschen Poststraße. | BDA-Hist.: Q64692021 Status: § 2a Stand der BDA-Liste: 2025-06-30 Name: Fürnberg´sche Poststraße und Schwedenbrücke GstNr.: 1088/2 Fürnbergsche Poststraße                                                |
| ja   | Datei hochladen | Fürnberg´sche Poststraße HERIS-ID: 33977 Objekt-ID: 31832                                                     | Grub-Hundsbach-Martinsberg Standort KG: Aschelberg     | Josef Weber von Fürnberg errichtete 1791 eine Poststraße, die auch durch das Gebiet von Aschelberg führt. Die von ihm gegründeten Poststationen erhielt er vom Kaiser als Erbeigentum. Zum Einzugsgebiet der Fürnbergschen Post gehörte der größte Teil des Waldviertels. | BDA-Hist.: Q64692018 Status: § 2a Stand der BDA-Liste: 2025-06-30 Name: Fürnberg´sche Poststraße GstNr.: 1082/1, 1082/2, 1082/3, 1088/1 Fürnbergsche Poststraße                                           |
| ja   | Datei hochladen | Kath. Pfarrkirche Mariae Himmelfahrt und Friedhof HERIS-ID: 50295 Objekt-ID: 55116                            | neben Neukirchen am Ostrong 2 Standort KG: Neukirchen  | Die Pfarr- und Wallfahrtskirche Mariä Himmelfahrt erhebt sich weithin sichtbar in markanter Höhenlage im Süden von Neukirchen. Die denkmalgeschützte Kirche ist von einem Friedhof und einer teilweise mittelalterlichen Umfassungsmauer umgeben. Dem gotischen Staffelbau mit romanischem Kern ist im Westen ein romanischer oder frühgotischer Turm vorgestellt. | BDA-Hist.: Q1583827 Status: § 2a Stand der BDA-Liste: 2025-06-30 Name: Kath. Pfarrkirche Mariae Himmelfahrt und Friedhof GstNr.: .11, 38 Pfarrkirche Neukirchen am Ostrong                                |
| ja   | Datei hochladen | Pfarrhof HERIS-ID: 50294 Objekt-ID: 55115                                                                     | Neukirchen am Ostrong 9 Standort KG: Neukirchen        | Der zweigeschoßige Pfarrhof nordwestlich der Kirche wurde 1784 erbaut. Er hat ein Schopfwalmdach sowie eine Fassade mit Faschengliederung und Fensterkörben. Der Flur ist durch eine Stichkappentonne gewölbt. Die Tür der Sakramentsnische ist mit Bildnissen der hll. Balbina und Maria Magdalena bemalt. | BDA-Hist.: Q38039205 Status: § 2a Stand der BDA-Liste: 2025-06-30 Name: Pfarrhof GstNr.: .1 Pfarrhof Neukirchen am Ostrong                                                                                |
| ja   | Datei hochladen | Bildstock mit Gnadenstuhl HERIS-ID: 70000 Objekt-ID: 83101                                                    | Standort KG: Neukirchen                                | Die Dreifaltigkeitssäule steht im Norden von Neukirchen. Über einem Sockel erhebt sich ein achtseitiger Schaft mit Tabernakelaufsatz, der über eine mit 1509 bezeichnete, von einem Kielbogen und Krabben eingefasste Rundbogennische verfügt. Darin befindet sich eine Kopie der barocken, im Jahr 1980 gestohlenen Gnadenstuhlgruppe. | BDA-Hist.: Q38123735 Status: § 2a Stand der BDA-Liste: 2025-06-30 Name: Bildstock mit Gnadenstuhl GstNr.: 20/6                                                                                            |
| ja   | Datei hochladen | Pfarrhof HERIS-ID: 50441 Objekt-ID: 55418                                                                     | Badgasse 5 Standort KG: Pöggstall                      | Der traufständige Pfarrhof in der Badgasse wurde 1830 ebenerdig erbaut. Um 1900 erhielt er ein weiteres Stockwerk und eine neue Fassadierung, die allerdings im dritten Viertel des 20. Jahrhunderts wieder geglättet wurde. Im Innenraum sind Räume mit Platzl- und Tonnengewölben zu finden. Der Pfarrhof hat eine Statue hl. Anna Selbdritt in Verwahrung, die wahrscheinlich im zweiten Viertel des 18. Jahrhunderts geschaffen wurde und bis 1966 ihren Platz am Hochaltar der Pfarrkirche hatte. Zu den weiteren Kunstschätzen zählen ein gerahmtes Gnadenbild Maria mit Kind aus der Zeit um 1720, mit Baldachinbekrönung und seitlichem Vorhang, sowie ein Brustbild des Evangelisten Johannes vom Ende des 18. Jahrhunderts. | BDA-Hist.: Q38040140 Status: § 2a Stand der BDA-Liste: 2025-06-30 Name: Pfarrhof GstNr.: 238/1 |
| ja   | Datei hochladen | Fürnberg´sche Poststraße HERIS-ID: 34780 Objekt-ID: 33175                                                     | ehem. Fürnberg´sche Poststraße Standort KG: Pöggstall  | Dieser Abschnitt der Fürnbergschen Poststraße führt durch das Gebiet von Pöggstall. | BDA-Hist.: Q64692020 Status: § 2a Stand der BDA-Liste: 2025-06-30 Name: Fürnberg´sche Poststraße GstNr.: 783/2, 783/3 Fürnbergsche Poststraße - Schwedenbrücke Pöggstall                                  |
| ja   | Datei hochladen | Kath. Pfarrkirche hl. Anna HERIS-ID: 50440 Objekt-ID: 55417                                                   | neben Hauptplatz 2 Standort KG: Pöggstall              | Die Pfarrkirche St. Anna ist eine zweischiffige, apsidenlose, spätgotische Hallenkirche mit geradem Schluss und neugotischem Südturm. Sie ist mit dem angrenzenden Schloss durch eine Brücke verbunden. Sie wurde 1480 als Schlosskirche und herrschaftliche Begräbnisstätte unter Kaspar von Roggendorf erbaut. Nach Auflassung der Pfarrkirche St. Anna im Felde wurde sie 1810 zur Hauptkirche der Pfarre erhoben und der hl. Anna geweiht. Davor stand sie unter dem Patrozinium des hl. Ägydius. | BDA-Hist.: Q2317142 Status: § 2a Stand der BDA-Liste: 2025-06-30 Name: Kath. Pfarrkirche hl. Anna GstNr.: 820 Pfarrkirche hl. Anna, Pöggstall                                                             |
| ja   | Datei hochladen | Schloss Rogendorf mit Kapelle HERIS-ID: 34776 Objekt-ID: 33171                                                | Hauptplatz 1 Standort KG: Pöggstall                    | Das Schloss Pöggstall (auch Schloss Rogendorf oder Schloss Roggendorf genannt) ist eine ehemalige Wasserburg. Der massige Bau stammt im Kern aus dem 13. Jahrhundert und wurde im 15. und 16. Jahrhundert umgebaut. Dem Schloss ist die runde Barbakane mit Innenhof in Renaissance-Formen vorgebaut. | BDA-Hist.: Q203116 Status: § 2a Stand der BDA-Liste: 2025-06-30 Name: Schloss Rogendorf mit Kapelle GstNr.: 270 Schloss Pöggstall                                                                         |
| ja   | Datei hochladen | Figurenbildstock hl. Johannes Nepomuk HERIS-ID: 69989 Objekt-ID: 83090                                        | vor Raiffeisenplatz 1 Standort KG: Pöggstall           | Beim Haus Pöggstall 13 steht unter einem Metallbaldachin eine Nepomukstatue aus der Zeit um 1890. | BDA-Hist.: Q38123706 Status: § 2a Stand der BDA-Liste: 2025-06-30 Name: Figurenbildstock hl. Johannes Nepomuk GstNr.: 776/7                                                                               |
| ja   | Datei hochladen | Miethaus, ehem. Bezirkshauptmannschaft HERIS-ID: 69988 Objekt-ID: 83089                                       | Raiffeisenplatz 3 Standort KG: Pöggstall               | Die Bezirkshauptmannschaft Pöggstall bestand von 1899 bis 1938. Das ehemalige Verwaltungsgebäude wird heute als Miethaus genutzt. | BDA-Hist.: Q38123695 Status: § 2a Stand der BDA-Liste: 2025-06-30 Name: Miethaus, ehem. Bezirkshauptmannschaft GstNr.: 252/2 Ehemalige Bezirkshauptmannschaft, Pöggstall                                  |
| ja   | Datei hochladen | Kath. Filialkirche, ehem. Pfarrkirche hl. Anna im Felde und Friedhof HERIS-ID: 50439 Objekt-ID: 55416         | Sankt-Anna-Weg Standort KG: Pöggstall                  | Die Filialkirche St. Anna im Felde ist ein spätgotischer Hallenbau mit steilem Dach, hochgotischem Chor und spätgotischem Nordturm. Sie wurde um 1135/1140 durch das Stift Kremsmünster gegründet und 1179 erstmals urkundlich erwähnt. Bis zur Pfarrerhebung 1330 war sie eine Filiale von Weiten. 1810 wurde die Pfarrfunktion auf die ehemalige Schlosskirche übertragen. | BDA-Hist.: Q2317167 Status: § 2a Stand der BDA-Liste: 2025-06-30 Name: Kath. Filialkirche, ehem. Pfarrkirche hl. Anna im Felde und Friedhof GstNr.: 812, 621/5, 621/6, 621/7 St. Anna im Felde, Pöggstall |
| ja   | Datei hochladen | Meierhof mit Umfassungsmauer HERIS-ID: 34779 Objekt-ID: 33174                                                 | Tavernplatz 4 Standort KG: Pöggstall                   | Der Meierhof ist ein mächtiger, zweigeschoßiger Gebäudekomplex mit Walmdach. Die Umfassungsmauer im Westen hat Halbkreiszinnen und an den Ecken Rundtürmchen. | BDA-Hist.: Q37960159 Status: Bescheid Stand der BDA-Liste: 2025-06-30 Name: Meierhof mit Umfassungsmauer GstNr.: 224/3 Meierhof Pöggstall                                                                 |
| ja   | Datei hochladen | Dreifaltigkeitskapelle HERIS-ID: 34773 Objekt-ID: 33168                                                       | Postfeldstraße 1, bei Standort KG: Pöggstall           | Die Dreifaltigkeitskapelle aus dem 18. Jahrhundert hat eine Rundbogennische und ein Satteldach. Sie liegt an der Kreuzung der Hauptstraße mit der Straße nach Sading. | BDA-Hist.: Q37960137 Status: Bescheid Stand der BDA-Liste: 2025-06-30 Name: Dreifaltigkeitskapelle GstNr.: 828 Dreifaltigkeitskapelle Pöggstall                                                           |
| ja   | Datei hochladen | Kath. Filialkirche hll. Petrus und Paulus HERIS-ID: 50889 Objekt-ID: 56367                                    | neben Würnsdorf 26 Standort KG: Würnsdorf              | Die Filialkirche im Westen von Würnsdorf ist ein kleiner, barockisierter, frühgotischer Bau mit biedermeierlichem Ostturm. Sie wurde 1544 erstmals urkundlich erwähnt und um 1920 verändert und nach Westen erweitert. Langhaus und Chor erheben sich als einheitlicher Block über einem rechteckigen Grundriss. | BDA-Hist.: Q1328745 Status: § 2a Stand der BDA-Liste: 2025-06-30 Name: Kath. Filialkirche hll. Petrus und Paulus GstNr.: .24                                                                              |
| ja   | Datei hochladen | Kälberhof, westlicher Turm und östlich anschließender gemauerter Wohntrakt HERIS-ID: 110885 Objekt-ID: 128645 | Kälberhof 10 Standort KG: Zöbring                      | Der Kälberhof erscheint im Jahre 1636 in einer Gutsbeschreibung des Melchior von Lindegg mit der Bemerkung: „Gehörte früher zur Herrschaft Grafenwörth.“ 1678 verkauften die weiblichen Erben Melchiors von Lindegg die Herrschaft Weißenberg mit dem Kälberhof an den Grafen Konrad Balthasar von Starhemberg, dessen Familie sie bis 1819 innehatte. Danach war sie im Besitz der Habsburger. | BDA-Hist.: Q37821194 Status: Bescheid Stand der BDA-Liste: 2025-06-30 Name: Kälberhof, westlicher Turm und östlich anschließender gemauerter Wohntrakt GstNr.: .9                                         |